# Erlebnisgesellschaft
Erlebnisgesellschaft ist ein teils journalistisch-populärsoziologisch, teils wissenschaftlich-soziologisch gebrauchter Begriff, der eine auf Eudaimonie (Glückseligkeit als oberstes Lebensziel) und auf Genuss ausgerichtete gegenwartsorientierte (geduldfeindliche) Konsumgesellschaft bezeichnet, die besonders von hedonistischen Werten gekennzeichnet ist und zunehmend auf sog. Tugenden wie Solidarität, Anstrengung, Geduld und Askese verzichtet. Die Erlebnisgesellschaft muss aber nicht in Widerspruch zu den Sekundärtugenden stehen, auch sie ist von Ordnung geprägt. Teilweise kommen hier im experimentellen Sinne postmaterialistische (d. h. nicht materielle) Werte zum Tragen, die generell aber nicht auf die Überwindung der Konsumgesellschaft zielen, sondern die individualistische Ausgestaltung des eigenen Lebensstils – auch mit den Mitteln des Konsums – intendieren. „Erlebe Dein Leben“ wird zum alles bestimmenden Handlungsimperativ.
Der Begriff bezeichnet also vereinfacht gesagt eine Gesellschaft, in der der Einzelne sehr egoistisch auf das Erreichen von möglichst viel Genuss konzentriert ist.

## Herkunft
Der von Gerhard Schulze als Buchtitel gewählte Terminus „Erlebnisgesellschaft“ formuliert ein soziologisches Dauerproblem: Historisch hat es vor allem in wohlhabenden Oberschichten viele hedonistische Subkulturen gegeben. 
Er geht von unterschiedlichen Erlebnismustern aus, die in unterschiedlichen Milieus dominieren. Er nähert sich diesem Phänomen, indem er ein Milieumodell von 5 Milieus anwendet, die stärker über Freizeitgestaltung und gewähltem Lebensstil charakterisiert und benannt werden (in hierarchischer Stufung):
- Niveaumilieu (Akademiker)
- Selbstverwirklichungsmilieu (Studenten)
- Integrationsmilieu (Angestellte und Beamte)
- Harmoniemilieu (alte Arbeiter)
- Unterhaltungsmilieu (junge Arbeiter)

Hierauf aufbauend definiert Schulze den Begriff Erlebnisgesellschaft wie folgt: „Mit Erlebnisgesellschaft gemeint ist .. eine Gesellschaft, die (im historischen und interkulturellen Vergleich) relativ stark durch innenorientierte Lebensauffassungen geprägt ist.“ Dabei gilt: Die Analyse der Erlebnisgesellschaft „zielt auf Gemeinsamkeiten ab, die sich unter dem Einfluß innenorientierter Lebensauffassungen entwickeln.“ Die Innenorientierung stützt sich im Unterschied zur Außenorientierung auf das Subjektive. Schulze nennt hierzu ein Beispiel: "Ob das Auto fährt (außenverankertes Ziel), können alle beurteilen; ob man dabei ein schönes Fahrgefühl hat (innenverankertes Ziel), muß jeder für sich entscheiden."

## Schwierigkeit einer Theoretisierung
Es gibt nicht die eine „Erlebnisgesellschaft“, sondern in pluralistischen Gesellschaften nur Gruppen von Menschen, die in ihrem Sinne gleiche Wertvorstellungen haben (vgl. dazu auch die Ergebnisse der Sinus-Studie 2004). Als makrosoziologische Kategorie scheint sie verknüpft zu sein mit dem Trend zu "Bastelbiographien" auf der mikrosoziologischen Ebene des Individuums (vgl. Ulrich Beck).
Das Konzept der „Erlebnisgesellschaft“ ist als eine Kombination aus der Individualisierungsthese (vgl. Risikogesellschaft) und der Wertewandel-These zu verstehen. Der neue Akzent wird hierbei durch die individuelle Erlebnissuche gegeben. Ein Konzept der „Erlebnisgesellschaft“ spricht von „Ich-verankerter – egozentrischer – Selbstverwirklichung“, die kaum noch vom blanken Egoismus zu unterscheiden sei.

## Glücksuche als Glücksversprechen?
Die soziale Problematik liegt in der zunehmenden Beliebigkeit der Bedürfnisse nach Erlebnissen und in deren stets nur kurzfristigen Befriedigung. Insofern macht die Jagd nach Erlebnissen nicht unbedingt „glücklicher“, als es andere Haltungen, wie beispielsweise das Streben nach Wohlstand und die Askese, vermögen. 
Wegen ihrer kurzen Planungshorizonte und ihrer habituellen Ungeduld entpolitisiert sie ihre Anhänger, die zugleich auch den Anforderungen des Wirtschaftslebens voraussetzungsgemäß fremd gegenüberstehen. Religiös neigt sie zu anlassbezogener, beliebig kombinierbarer, d. h. der Mode unterworfener Esoterik (vgl.: Synkretismus). In sozialen Krisen ist eine „Erlebnisgesellschaft“ sehr verletzlich.

## Erlebniswelt des Sports
Unabhängig von den theoretischen Problemen bei der Spezifizierung der Erlebnisgesellschaft hat die Erlebnis-Industrie den Trend erfasst und z. B. die traditionellen Sport-Stadien mit Leichtathletikanlage um den Fußballplatz in Erlebnis-Arenen mit hohem Kostenaufwand umgebaut. Hierdurch können nicht nur mehr Zuschauer in die Stadien, sondern durch den engeren Kontakt zum Ereignis steigert sich nachweislich für die Zuschauer der Erlebnischarakter.